# The River Tour
Tournées par Bruce Springsteen & The E Street Band
High Hopes Tour
(2014) Springsteen on Broadway
(2017-18, 2021)
The River Tour est une tournée de Bruce Springsteen et du E Street Band en soutien au coffret The Ties That Bind : The River Collection et pour célébrer le 35e anniversaire de l'album de Springsteen de 1980, The River. La tournée The River Tour 2016 s'est achevée en septembre 2016. Par la suite, la tournée de Summer'17 en Australie et en Nouvelle-Zélande a utilisé la même image promotionnelle que les étapes originales.
Le River Tour 2016 a été la tournée mondiale la plus lucrative de 2016, rapportant 268,3 millions de dollars à l'échelle mondiale, et a été la tournée la plus lucrative depuis 2014, tous artistes confondus. Springsteen et le E Street Band détiennent également la plus grosse recette de 2016, les concerts des 27 et 29 mai au Croke Park de Dublin ayant rapporté 19 228 100 $ pour 160 188 spectateurs lors de deux concerts à guichets fermés.
Cette tournée est la première depuis deux ans pour Springsteen et le E Street Band. Tous les concerts de la première partie de la tournée nord-américaine et certains concerts de la deuxième partie de la tournée ont comporté une interprétation séquentielle complète de l'album The River. D'autres concerts ont présenté une grande partie de l'album, mais pas toujours dans l'ordre. De nombreux concerts ont duré plus de trois heures et demie, avec environ 33 chansons interprétées. Le 7 septembre 2016, au Citizens Bank Park de Philadelphie, Springsteen a donné un concert de 4 heures et 4 minutes, son plus long concert aux États-Unis et le deuxième plus long de sa carrière, à deux minutes de son concert de 2012 à Helsinki.

## Historique
La tournée River Tour a débuté en octobre 1980 et s'est poursuivie jusqu'en septembre 1981. Avec des concerts qui duraient régulièrement près de quatre heures, cette tournée internationale de 140 dates a fermement établi la réputation de Bruce Springsteen et du E Street Band en tant qu'artistes marathoniens.
Springsteen a publié The Ties That Bind : The River Collection le 4 décembre 2015. Le coffret comprend l'album original The River de 1980 ainsi que de nombreuses chutes des sessions de l'album.
La tournée a été annoncée le 4 décembre 2015 et les billets ont été mis en vente sept jours plus tard. Elle est survenue de manière inattendue, car Springsteen travaillait sur un nouvel album solo et prévoyait de faire une tournée pour le soutenir. Cependant, comme deux ans s'étaient déjà écoulés depuis sa dernière tournée avec le E Street Band, Springsteen a choisi de ne pas retarder davantage la prochaine tournée du groupe. En novembre 2015, le manager de Springsteen, Jon Landau, a suggéré de jouer The River lors de quelques petits concerts à New York et à Los Angeles ; cependant, Springsteen a dit que cela prendrait trop de temps à répéter et a suggéré de faire vingt concerts. Le batteur Max Weinberg dit avoir reçu l'appel de Springsteen à Thanksgiving, une semaine avant que la tournée ne soit annoncée au public. "Dans tous mes engagements professionnels, j'ai ce que j'appelle la clause Springsteen. Elle est inviolable. C'est ma propre version de la force majeure. C'est un acte de Dieu ou de Bruce Springsteen. Et ça marche tout le temps", a déclaré Weinberg. Nils Lofgren a dû changer les dates de sa tournée solo, tandis que Gary Tallent a dû reporter la sienne,,.
Il s'agit de la première tournée de Springsteen au cours de laquelle toutes les dates présentent le même album dans son intégralité. Contrairement aux tournées précédentes, l'effectif de la tournée était réduit et ne comportait pas de section de cuivres complète ni de choristes. "Je savais que la base du spectacle serait The River, un petit groupe de rock. Cette formation plus resserrée ressemble beaucoup plus à ce qui se faisait autrefois", a déclaré Springsteen. Comme lors des tournées précédentes, Patti Scialfa n'était pas présente à chaque concert en raison de ses responsabilités de mère soutenant sa fille dans sa carrière équestre. Comme Patti Scialfa n'était pas présente à chaque concert et qu'il n'y avait pas de chorale, Garry Tallent, qui la remplaçait sur scène, a régulièrement chanté en première ligne.

## Itinéraire

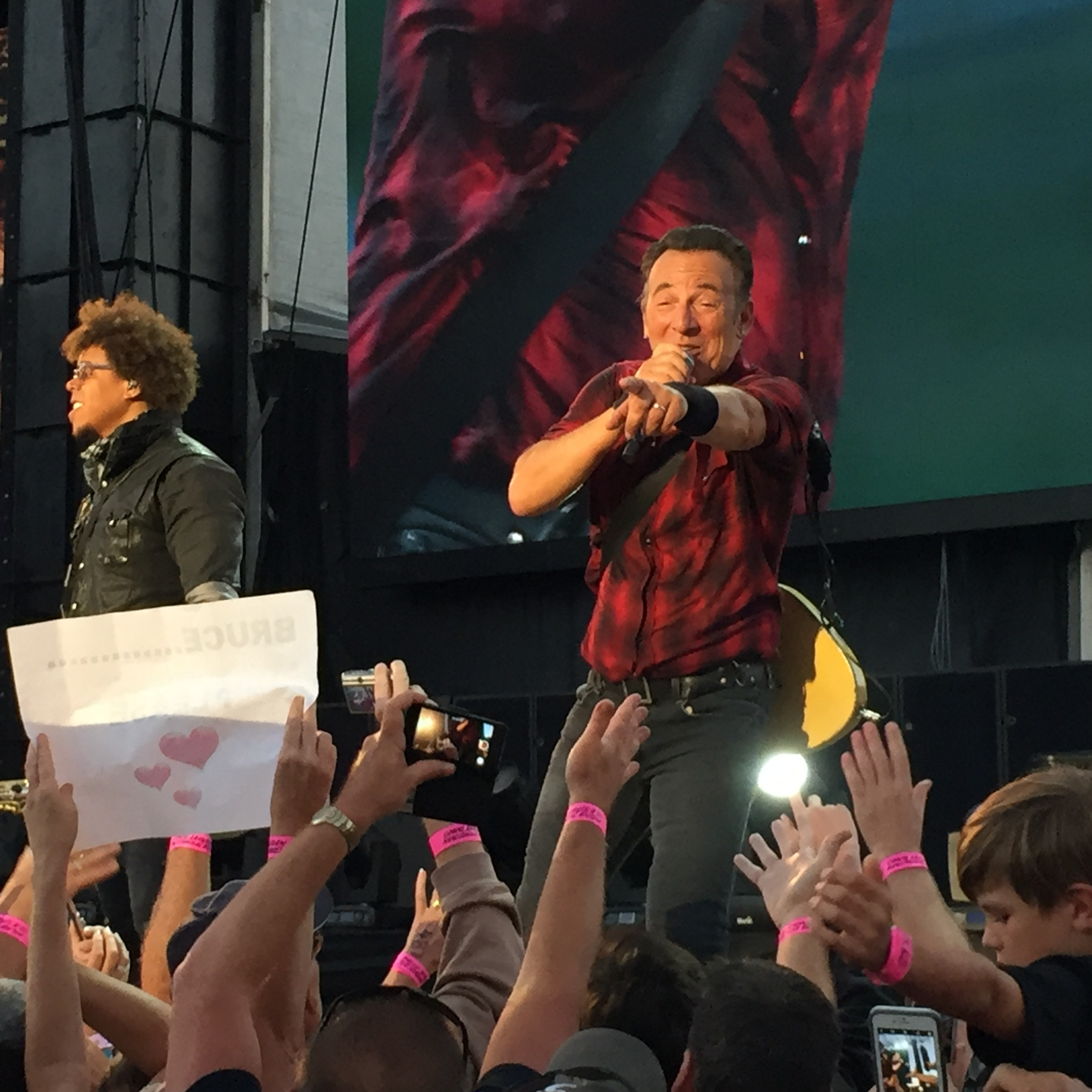
Springsteen se produit lors de la dernière date du Summer'17, le 25 février 2017, au Mount Smart Stadium, à Auckland.

### Étape Nord-Américaine 1
La tournée a débuté à Pittsburgh le 16 janvier 2016. Chaque concert a débuté par "Meet Me in the City", suivi de l'interprétation de l'album complet The River, et s'est terminé par un set de douze chansons tirées du reste du catalogue de Springsteen. Le spectacle se termine généralement par une reprise de "Shout" des Isley Brothers. Le spectacle prévu le 24 janvier 2016 au Madison Square Garden a été reporté en raison d'une tempête de neige record qui s'est abattue sur la côte Est. Le spectacle a été reporté au 28 mars. Le 23 avril 2016, lors du premier des deux concerts donnés à Brooklyn pour clore la première partie de la tournée, Springsteen a déclaré que Brooklyn marquerait "les deux derniers soirs où nous jouons officiellement The River du début à la fin". Ce soir-là, il a ouvert le concert avec "Purple Rain" en hommage à Prince, qui venait de mourir.

### Étape Européenne
Le 13 juillet 2016, pour la première fois depuis la fin de la première étape nord-américaine de la tournée, The River a été joué dans son intégralité.

### Étape Nord-Américaine 2
Springsteen et le E Street Band ont donné le coup d'envoi de la deuxième étape nord-américaine de la tournée le 23 août 2016 à East Rutherford, dans le New Jersey, au MetLife Stadium. Le spectacle a débuté par une interprétation de la "sérénade de la ville de New York" ; cette chanson est devenue la chanson d'ouverture de tous les spectacles de cette partie de la tournée. Le dernier concert au MetLife Stadium, le 30 août, dure plus de quatre heures et débute par neuf chansons originales écrites en 1973 ou avant, ainsi que les favoris Summertime Blues et Pretty Flamingo. La pratique consistant à jouer une série de titres de Greetings from Asbury Park, N.J. et The Wild, the Innocent, and the E Street Shuffle s'est poursuivie pendant le reste de la tournée.
Le spectacle du 3 septembre 2016 à Virginia Beach a été reporté au 5 septembre 2016 en raison du mauvais temps. Le 7 septembre 2016, au Citizens Bank Park de Philadelphie, Springsteen joue pendant 4 heures et 4 minutes, son plus long spectacle aux États-Unis et le deuxième plus long de tous les temps. Springsteen s'est produit à Pittsburgh, en Pennsylvanie, le 11 septembre 2016, à l'occasion du 15e anniversaire des attentats du 11 septembre 2001. Le spectacle comprenait six chansons de l'album The Rising, inspiré par les attentats du 11 septembre. Springsteen a terminé la tournée The River Tour 2016 le 14 septembre 2016 à Foxborough, dans le Massachusetts.

### Étape en Océanie / Summer'17
Le 12 septembre 2016, une quatrième étape de la tournée a été annoncée, comprenant neuf concerts en Australie et en Nouvelle-Zélande au début de l'année 2017, nommée Summer'17 mais utilisant la même illustration promotionnelle que la tournée de 2016.
Le concert de Springsteen à Christchurch le 21 février 2017 est tombé la veille de l'anniversaire du tremblement de terre qui a dévasté le centre de la ville. Dans les semaines qui ont suivi le tremblement de terre, la chanson de Springsteen "My City of Ruins" a été adoptée par Christchurch comme hymne officieux. Springsteen a joué la chanson pendant le concert, la dédiant aux habitants de la ville.

## Spectacles records
Springsteen est connu pour ses spectacles de longue durée, et cette tournée a poursuivi cette tendance. Le spectacle du 7 septembre 2016, au Citizens Bank Park de Philadelphie, a duré 4 heures et 4 minutes, ce qui en fait le plus long spectacle de Springsteen aux États-Unis et le deuxième plus long de tous les temps après un spectacle de 2012 à Helsinki qui a duré deux minutes de plus.

## Vente de billets à la sauvette
Comme pour les tournées précédentes de Springsteen, les revendeurs de billets ont été un problème majeur lorsqu'il s'agissait d'acheter des billets. Les billets pour les concerts de Springsteen à New York ont commencé à apparaître sur des sites de revente tels que StubHub et eBay le 7 décembre 2015, quatre jours avant leur mise en vente au public. Les escrocs revendaient des billets qui n'étaient pas encore disponibles pour des prix allant jusqu'à 5 000 dollars. Cela a incité le procureur général de New York, Eric Schneiderman, à lancer une enquête sur la façon dont cela s'est produit et à écrire une lettre exigeant que les deux sociétés suppriment immédiatement toute liste de vente de billets. Lorsque les billets ont finalement été mis en vente le 11 décembre, de nombreux fans ont à nouveau été empêchés d'acheter des billets, car la plupart des salles se sont rapidement vendues ; en quelques minutes, les billets apparaissaient pour des centaines, voire des milliers de dollars de plus sur les sites de revente. Selon certaines sources, les concerts de Springsteen se sont vendus en un temps record. Le spectacle de Springsteen à Newark, dans le New Jersey, au Prudential Center, s'est vendu en quelques minutes. Son précédent spectacle de 2012 au même endroit avait mis deux heures à se vendre.

## Enregistrements
Tous les concerts ont été enregistrés professionnellement et publiés sur live.brucespringsteen.net. Nombre d'entre eux ont également été diffusés sur E Street Radio.

## Set list
Cette setlist est représentative de la setlist moyenne de la première étape nord-américaine de la tournée, telle qu'établie par Setlist.fm, qui représente tous les concerts de la première étape de la tournée. La performance de l'album complet a été abandonnée après la première partie de la tournée, bien qu'elle ait été ressuscitée pour quelques concerts lors de la deuxième partie de la tournée.
1. "Meet Me in the City"

The River
1. "The Ties That Bind"
2. "Sherry Darling"
3. "Jackson Cage"
4. "Two Hearts"
5. "Independence Day"
6. "Hungry Heart"
7. "Out in the Street"
8. "Crush on You"
9. "You Can Look (But You Better Not Touch)"
10. "I Wanna Marry You"
11. "The River"
12. "Point Blank"
13. "Cadillac Ranch"
14. "I'm a Rocker"
15. "Fade Away"
16. "Stolen Car"
17. "Ramrod"
18. "The Price You Pay"
19. "Drive All Night"
20. "Wreck on the Highway"

Post-River
1. "Badlands"
2. "Lonesome Day"
3. "No Surrender"
4. "She's the One"
5. "Because the Night"
6. "The Rising"
7. "Thunder Road"

Encore
1. "Born to Run"
2. "Dancing in the Dark"
3. "Rosalita (Come Out Tonight)"
4. "Tenth Avenue Freeze-Out"
5. "Bobby Jean"
6. "Shout" (The Isley Brothers)

## Dates de la tournée
| Date               | Ville            | Pays             | Lieu                                    | Première partie     | Billets (vendus/disponibles)  | Recettes         |
| Amérique du Nord   | Amérique du Nord | Amérique du Nord | Amérique du Nord                        | Amérique du Nord    | Amérique du Nord              | Amérique du Nord |
| ------------------ | ---------------- | ---------------- | --------------------------------------- | ------------------- | ----------------------------- | ---------------- |
| 16 janvier 2016    | Pittsburgh       | United States    | Consol Energy Center                    | —                   | 18,353 / 18,353               | $2,412,020       |
| 19 janvier 2016    | Chicago          | United States    | United Center                           | —                   | 19,120 / 19,120               | $2,756,475       |
| 17 janvier 2016    | New York City    | United States    | Madison Square Garden                   | —                   | 18,474 / 18,474               | $2,508,528       |
| 29 janvier 2016    | Washington, D.C. | United States    | Verizon Center                          | —                   | 18,093 / 18,093               | $2,383,850       |
| 31 janvier 2016    | Newark           | United States    | Prudential Center                       | —                   | 16,539 / 16,539               | $2,227,836       |
| 2 février 2016     | Toronto          | Canada           | Air Canada Centre                       | —                   | 18,134 / 18,134               | $1,793,936       |
| 4 février 2016     | Boston           | United States    | TD Garden                               | —                   | 17,039 / 17,039               | $2,062,417       |
| 8 février 2016     | Albany           | United States    | Times Union Center                      | —                   | 15,162 / 15,162               | $1,966,730       |
| 10 février 2016    | Hartford         | United States    | XL Center                               | —                   | 14,672 / 14,672               | $2,080,294       |
| 12 février 2016    | Philadelphia     | United States    | Wells Fargo Center                      | —                   | 19,411 / 19,411               | $2,503,356       |
| 16 février 2016    | Sunrise          | United States    | BB&T Center                             | —                   | 18,658 / 18,658               | $2,174,905       |
| 18 février 2016    | Atlanta          | United States    | Philips Arena                           | —                   | 16,713 / 17,450               | $1,888,030       |
| 21 février 2016    | Louisville       | United States    | KFC Yum! Center                         | —                   | 15,730 / 16,900               | $1,847,730       |
| 23 février 2016    | Cleveland        | United States    | Quicken Loans Arena                     | —                   | 19,071 / 19,071               | $2,520,055       |
| 25 février 2016    | Buffalo          | United States    | First Niagara Center                    | —                   | 18,351 / 18,351               | $2,186,795       |
| 27 février 2016    | Rochester        | United States    | Blue Cross Arena                        | —                   | 12,581 / 12,581               | $1,712,080       |
| 29 février 2016    | Saint Paul       | United States    | Xcel Energy Center                      | —                   | 18,628 / 18,628               | $2,576,190       |
| 3 mars 2016        | Milwaukee        | United States    | BMO Harris Bradley Center               | —                   | 17,653 / 17,653               | $1,969,655       |
| 6 mars 2016        | St. Louis        | United States    | Chaifetz Arena                          | —                   | 9,965 / 9,965                 | $1,334,370       |
| 10 mars 2016       | Phoenix          | United States    | Talking Stick Resort Arena              | —                   | 16,480 / 16,480               | $2,050,630       |
| 13 mars 2016       | Oakland          | United States    | Oracle Arena                            | —                   | 17,117 / 17,117               | $2,245,715       |
| 15 mars 2016       | Los Angeles      | United States    | Memorial Sports Arena                   | —                   | 49,302 / 49,302               | $7,050,775       |
| 17 mars 2016       | Los Angeles      | United States    | Memorial Sports Arena                   | —                   | 49,302 / 49,302               | $7,050,775       |
| 19 mars 2016       | Los Angeles      | United States    | Memorial Sports Arena                   | —                   | 49,302 / 49,302               | $7,050,775       |
| 22 mars 2016       | Portland         | United States    | Moda Center                             | —                   | 12,074 / 13,700               | $1,639,915       |
| 24 mars 2016       | Seattle          | United States    | KeyArena                                | —                   | 14,767 / 14,767               | $1,929,695       |
| 28 mars 2016       | New York City    | United States    | Madison Square Garden                   | —                   | 18,484 / 18,484               | $2,508,003       |
| 31 mars 2016       | Denver           | United States    | Pepsi Center                            | —                   | 16,770 / 18,540               | $2,211,320       |
| 3 avril 2016       | Oklahoma City    | United States    | Chesapeake Energy Arena                 | —                   | 12,603 / 14,332               | $1,557,353       |
| 5 avril 2016       | Dallas           | United States    | American Airlines Center                | —                   | 15,563 / 16,961               | $1,991,405       |
| 7 avril 2016       | Kansas City      | United States    | Sprint Center                           | —                   | 12,286 / 13,813               | $1,557,745       |
| 12 avril 2016      | Columbus         | United States    | Schottenstein Center                    | —                   | 12,008 / 13,941               | $1,568,810       |
| 14 avril 2016      | Auburn Hills     | United States    | The Palace of Auburn Hills              | —                   | 15,754 / 15,754               | $1,949,443       |
| 18 avril 2016      | University Park  | United States    | Bryce Jordan Center                     | —                   | 14,447 / 15,000               | $2,038,548       |
| 20 avril 2016      | Baltimore        | United States    | Royal Farms Arena                       | —                   | 14,124 / 14,124               | $2,054,260       |
| 23 avril 2016      | Brooklyn         | United States    | Barclays Center                         | —                   | 33,248 / 33,248               | $4,641,260       |
| 25 avril 2016      | Brooklyn         | United States    | Barclays Center                         | —                   | 33,248 / 33,248               | $4,641,260       |
| Europe             |                  |                  |                                         |                     |                               |                  |
| 14 mai 2016        | Barcelone        | Espagne          | Camp Nou                                | —                   | 64,865 / 64,865               | $6,014,054       |
| 17 mai 2016        | San Sebastián    | Espagne          | Anoeta Stadium                          | —                   | 41,100 / 41,100               | $3,839,494       |
| 19 mai 2016        | Lisbnonne        | Portugal         | Parque da Bela Vista                    | —                   | —                             | —                |
| 21 mai 2016        | Madrid           | Espagne          | Santiago Bernabéu Stadium               | —                   | 55,695 / 55,695               | $5,359,310       |
| 25 mai 2016        | Manchester       | Angleterre       | Etihad Stadium                          | —                   | 48,614 / 50,000               | $5,785,157       |
| 27 mai 2016        | Dublin           | Irlande          | Croke Park                              | —                   | 160,188 / 160,188             | $19,228,100      |
| 29 mai 2016        | Dublin           | Irlande          | Croke Park                              | —                   | 160,188 / 160,188             | $19,228,100      |
| 1er juin 2016      | Glasgow          | Écosse           | Hampden Park                            | —                   | 45,330 / 45,330               | $5,314,504       |
| 3 juin 2016        | Coventry         | Angleterre       | Ricoh Arena                             | —                   | 36,588 / 36,588               | $4,523,864       |
| 5 juin 2016        | Londres          | Angleterre       | Wembley Stadium                         | —                   | 68,696 / 68,696               | $9,251,527       |
| 14 juin 2016       | The Hague        | Pays-Bas         | Malieveld                               | —                   | 67,715 / 67,715               | $5,980,218       |
| 17 juin 2016       | Munich           | Allemagne        | Olympiastadion Munich                   | —                   | 54,119 / 54,119               | $4,797,890       |
| 19 juin 2016       | Berlin           | Allemagne        | Olympiastadion Berlin                   | —                   | 66,464 / 66,464               | $5,932,416       |
| 22 juin 2016       | Copenhague       | Danemark         | Telia Parken                            | —                   | 50,178 / 50,178               | $4,931,456       |
| 25 juin 2016       | Gothenburg       | Suède            | Ullevi                                  | —                   | 124,734 / 124,734             | $10,016,748      |
| 27 juin 2016       | Gothenburg       | Suède            | Ullevi                                  | —                   | 124,734 / 124,734             | $10,016,748      |
| 29 juin 2016       | Oslo             | Norvège          | Ullevaal Stadion                        | —                   | 30,283 / 30,283               | $3,111,732       |
| 3 juillet 2016     | Milan            | Italie           | San Siro                                | —                   | 104,646 / 104,646             | $8,998,967       |
| 5 juillet 2016     | Milan            | Italie           | San Siro                                | —                   | 104,646 / 104,646             | $8,998,967       |
| 9 juillet 2016     | Werchter         | Belgique         | Werchter Festival Grounds               | —                   | —                             | —                |
| 11 juillet 2016    | Paris            | France           | AccorHotels Arena                       | —                   | 35,344 / 35,344               | $4,103,898       |
| 13 juillet 2016    | Paris            | France           | AccorHotels Arena                       | —                   | 35,344 / 35,344               | $4,103,898       |
| 16 juillet 2016    | Rome             | Italie           | Circus Maximus                          | —                   | 56,369 / 56,369               | $5,258,043       |
| 20 juillet 2016    | Horsens          | Danemark         | CASA Arena Horsens                      | —                   | 29,423 / 29,423               | $2,927,130       |
| 23 juillet 2016    | Gothenburg       | Suède            | Ullevi                                  | —                   | 64,622 / 64,622               | $5,052,563       |
| 26 juillet 2016    | Trondheim        | Norvège          | Granåsen                                | —                   | 36,994 / 36,994               | $3,897,365       |
| 28 juillet 2016    | Oslo             | Norvège          | Frogner Park                            | —                   | 37,126 / 37,126               | $3,858,353       |
| 31 juillet 2016    | Zürich           | Suisse           | Letzigrund                              | —                   | 36,728 / 36,728               | $5,178,033       |
| Amérique du Nord   |                  |                  |                                         |                     |                               |                  |
| 23 août 2016       | East Rutherford  | États-Unis       | MetLife Stadium                         | —                   | 153,930 / 153,930             | $18,239,039      |
| 25 août 2016       | East Rutherford  | États-Unis       | MetLife Stadium                         | —                   | 153,930 / 153,930             | $18,239,039      |
| 28 août 2016       | Chicago          | États-Unis       | United Center                           | —                   | 19,313 / 19,313               | $2,459,600       |
| 30 août 2016       | East Rutherford  | États-Unis       | MetLife Stadium                         | —                   | –                             | –                |
| 1er septembre 2016 | Washington, D.C. | États-Unis       | Nationals Park                          | —                   | 36,463 / 36,463               | $4,627,705       |
| 5 septembre 2016   | Virginia Beach   | États-Unis       | Veterans United Home Loans Amphitheater | —                   | 11,629 / 15,000               | $1,082,764       |
| 7 septembre 2016   | Philadelphia     | États-Unis       | Citizens Bank Park                      | —                   | 77,670 / 80,000               | $10,048,796      |
| 9 septembre 2016   | Philadelphia     | États-Unis       | Citizens Bank Park                      | —                   | 77,670 / 80,000               | $10,048,796      |
| 11 septembre 2016  | Pittsburgh       | États-Unis       | Consol Energy Center                    | —                   | 16,674 / 18,353               | $2,117,125       |
| 14 septembre 2016  | Foxborough       | États-Unis       | Gillette Stadium                        | —                   | 48,324 / 51,664               | $5,439,521       |
| Océanie            |                  |                  |                                         |                     |                               |                  |
| 22 janvier 2017    | Perth            | Australie        | Perth Arena                             | —                   | 39,957 / 39,957               | $5,914,782       |
| 25 janvier 2017    | Perth            | Australie        | Perth Arena                             | —                   | 39,957 / 39,957               | $5,914,782       |
| 27 janvier 2017    | Perth            | Australie        | Perth Arena                             | —                   | 39,957 / 39,957               | $5,914,782       |
| 30 janvier 2017    | Adelaide         | Australie        | Adelaide Entertainment Centre           | —                   | 10,920 / 10,920               | $1,612,374       |
| 2 février 2017     | Melbourne        | Australie        | AAMI Park                               | Jet                 | 51,192 / 54,000               | $7,384,735       |
| 4 février 2017     | Melbourne        | Australie        | AAMI Park                               | Jet Diesel          | 51,192 / 54,000               | $7,384,735       |
| 7 février 2017     | Sydney           | Australie        | Qudos Bank Arena                        | —                   | 31,323 / 32,000               | $4,546,210       |
| 9 février 2017     | Sydney           | Australie        | Qudos Bank Arena                        | —                   | 31,323 / 32,000               | $4,546,210       |
| 11 février 2017    | Mount Macedon    | Australie        | Hanging Rock                            | Jet Diesel          | 19,644 / 19,644               | $2,895,699       |
| 14 février 2017    | Brisbane         | Australie        | Brisbane Entertainment Centre           | —                   | 25,220 / 25,220               | $3,896,163       |
| 16 février 2017    | Brisbane         | Australie        | Brisbane Entertainment Centre           | —                   | 25,220 / 25,220               | $3,896,163       |
| 18 février 2017    | Hunter Valley    | Australie        | Hope Estate Winery                      | Jet Diesel          | 19,722 / 19,722               | $2,848,983       |
| 21 février 2017    | Christchurch     | Nouvelle-Zélande | AMI Stadium                             | Jet Marlon Williams | 29,254 / 29,254               | $4,106,197       |
| 25 février 2017    | Auckland         | Nouvelle-Zélande | Mount Smart Stadium                     | Jet Marlon Williams | 33,952 / 40,000               | $4,767,320       |
| TOTAL              | TOTAL            | TOTAL            | TOTAL                                   | TOTAL               | 2,486,058 / 2,520,141 (98.6%) | $293,703,964     |

Festivals et autres représentations diverses'
A Ce concert a été reprogrammé à partir du spectacle initialement prévu le 24 janvier qui a été reporté en raison de la neige.
B Ce concert faisait partie du "Rock in Rio Lisbon"
C Ce concert faisait partie de "TW Classic"
D Ce concert faisait partie du "Rock in Roma"
E Ce concert a été reprogrammé par rapport à celui initialement prévu le 3 septembre, qui avait été reporté en raison des intempéries causées par la tempête tropicale Hermine.

## Spectacles annulés ou reportés
Le 8 avril 2016, Springsteen a annoncé sur son site internet qu'il annulait son concert, deux jours plus tard, au Greensboro Coliseum en Caroline du Nord, pour protester contre la nouvelle loi de l'assemblée législative de l'État, la HB2 (surnommée "Bathroom Bill"), qui interdit aux personnes transgenres d'utiliser les toilettes publiques du genre auquel elles s'identifient et annule les lois locales qui interdisent aux employeurs de discriminer certains travailleurs. "Certaines choses sont plus importantes qu'un concert de rock", a-t-il fait remarquer. Springsteen a été contraint de reporter son concert du 3 septembre 2016 à Virginia Beach en raison des intempéries causées par l'ouragan Hermine. Le spectacle a été reprogrammé deux jours plus tard.
| Date             | City           | Country    | Venue                                   | Reason/Additional Info                                                              |
| ---------------- | -------------- | ---------- | --------------------------------------- | ----------------------------------------------------------------------------------- |
| 10 avril 2016    | Greensboro     | États-Unis | Greensboro Coliseum                     | Loi HB2 en Caroline du Nord                                                         |
| 3 septembre 2016 | Virginia Beach | États-Unis | Veterans United Home Loans Amphitheater | Reporté au 5 septembre 2016 en raison des intempéries causées par l'ouragan Hermine |

## Personnel

### E Street Band
- Bruce Springsteen – voix principale, guitare principale, guitare rythmique, guitare acoustique, harmonica
- Roy Bittan – piano, synthétiseur, accordéon
- Nils Lofgren – guitare rythmique, guitare solo, guitare pedal steel, guitare acoustique, voix de fond
- Patti Scialfa – voix de fond, quelques voix en duo, guitare acoustique, tambourin (n'est apparu que lors de certains spectacles de la tournée)
- Garry Tallent – guitare basse, voix de fond
- Steven Van Zandt – guitare rythmique, guitare solo, voix de fond
- Max Weinberg – tambours

avec
- Jake Clemons – saxophone, percussions, voix de fond
- Soozie Tyrell – violon, guitare acoustique, percussions, voix de fond
- Charles Giordano – orgue, accordéon, glockenspiel électronique

et
- Sam Bardfeld ; section des cordes – cordes sur "New York City Serenade" et "Jack of All Trades"

## Apparitions en tant qu'invité
- Peter Wolf – a assuré le chant sur "Shout" lors des concerts à Boston le 4 février 2016 et à Foxborough le 14 septembre.
- Joe Grushecky et Johnny Grushecky – a assuré le chant sur "Born to Run" lors du spectacle à Cleveland le 23 février 2016, et sur "Light of Day" à Pittsburgh le 11 septembre.
- Eddie Vedder – a assuré le chant sur "Bobby Jean" à Seattle le 24 mars 2016.
- Bob Seger – a assuré le chant sur "Tenth Avenue Freeze-Out" et "Shout" lors du concert à Détroit le 14 avril 2016.
- Bono – a assuré le chant sur "Because the Night" lors du concert à Dublin le 29 mai 2016.
- Elliott Murphy – a joué de la guitare sur "Born to Run" à Paris le 11 juillet 2016.
- Tom Morello – a joué de la guitare sur "Death to My Hometown", "American Skin (41 Shots)", "Badlands" et a joué de la guitare et fourni des voix de co-lead sur "The Ghost of Tom Joad" pendant le spectacle à East Rutherford le 25 août 2016.
- Rickie Lee Jones – a assuré le chant sur "Spirit in the Night" à East Rutherford le 30 août 2016.
- Vini Lopez – a interprété "It's Hard to Be a Saint in the City" et "Spirit in the Night" à Philadelphie le 9 septembre 2016.
- Richie Sambora – a joué sur "Tenth Avenue Freeze-Out" et "Shout" à Adélaïde le 30 janvier 2017

## Premières parties
- Counting Crows – (7 juillet 2016)
- Jet – (2 ; 11 ; 18 ; 21 ; 25 février 2017)
- Diesel – (11 ; 18 février 2017)
- Marlon Williams and the Yarra Benders – (21 ; 25 février 2017)